# Cantón de Nozeroy
El cantón de Nozeroy era una división administrativa francesa, que estaba situada en el departamento de Jura y la región de Franco Condado.

## Composición
El cantón estaba formado por veintiséis comunas:
- Arsure-Arsurette
- Bief-du-Fourg
- Billecul
- Censeau
- Cerniébaud
- Charency
- Communailles-en-Montagne
- Conte
- Cuvier
- Doye
- Esserval-Combe
- Esserval-Tartre
- Fraroz
- Gillois
- La Favière
- La Latette
- Longcochon
- Mièges
- Mignovillard
- Molpré
- Mournans-Charbonny
- Nozeroy
- Onglières
- Plénise
- Plénisette
- Rix

## Supresión del cantón de Nozeroy
En aplicación del Decreto nº 2014-165 de 17 de febrero de 2014, el cantón de Nozeroy fue suprimido el 22 de marzo de 2015 y sus 26 comunas pasaron a formar parte del nuevo cantón de Saint-Laurent-en-Grandvaux.